# Esferocitose hereditária
Esferocitose hereditária (EH) é um tipo de anemia de transmissão hereditária que se traduz pela presença de hemácias microcíticas (pequenas) e com alta concentração de hemoglobina (normocrômicas, porém concentradas), de forma esférica e sem palidez central. Clinicamente, os pacientes podem apresentar desde condições assintomáticas até quadros graves de anemia hemolítica.
Nesta doença as hemácias, que normalmente sobrevivem até 120 dias, passam a ter vida média mais curta. Devido às alterações estruturais da membrana eritrocitária, a destruição esplênica destas células é aumentada.

## Etiologia
A EH é causada por um defeito na membrana da hemácia, resultando numa instabilidade do citoesqueleto celular. A hemácia perde superfície, tornando-se esférica e de tamanho menor. Assim, estas células são rapidamente sequestradas da circulação pelo baço.
Existem quatro tipos de anormalidades na proteína da membrana da hemácia que podem causar a EH: deficiência de espectrina, deficiência de espectrina associada a anquirina, deficiência da banda 3 ou defeitos na proteína 4.2. A deficiência de anquirina é a causa mais comum. 

## Sinais e Sintomas
Quando presentes, são relacionados com o quadro hemolítico:
- Fadiga ou cansaço
- Palidez cutâneo-mucosa
- Icterícia
- Esplenomegalia

## Diagnóstico
- Hemograma: presença de microcitose e dos esferócitos. O aumento da CHCM (Concentração de Hemoglobina Corpuscular Média) é característico na esferocitose.
- Resistência Globular Osmótica: A RGO é diminuída nesta doença. Neste teste, o sangue é incubado a 37 graus Celsius em solução salina. Na esferocitose ocorre hemólise, ao contrário do sangue normal.
- Reticulócitos: A contagem de reticulócitos encontra-se aumentada.

## Tratamento
O principal tratamento para a esferocitose hereditária é a esplenectomia total, que é a remoção cirúrgica completa do baço. A suplementação com folato é recomendada em pacientes com quadros hemolíticos moderados e graves.